# Marisa DiNardo
Marisa V. DiNardo Schorpp (31 de diciembre de 1962-11 de septiembre de 2001) fue una de las víctimas de los atentados contra el World Trade Center.

## Biografía

### Familia, educación y trabajo en el World Trade Center
Marisa nació el 31 de diciembre de 1962, hija de Pio DiNardo y Ester DiNardo. Marisa tenía un hermano; el peluquero, cantante, guionista, actor y director Harley DiNardo. Creció en West Harrison y asistió a la Harrison High School, aunque eventualmente terminaría estableciéndose en White Plains. Devota religiosa y amante de los animales, Marisa, quien tenía por costumbre sentarse cerca de las salidas de incendios cuando iba al cine, contrajo matrimonio con Jeffrey Schorpp y dedicó parte de su tiempo a coleccionar figuras de ángeles además de regalar y recibir como obsequio arte relacionado con imágenes angelicales. Al momento de su muerte trabajaba como proveedora de gas natural para Cantor Fitzgerald en la planta 105 de la Torre Norte (había contemplado la posibilidad de aceptar un trabajo en Nueva Jersey, aunque finalmente siguió en Cantor Fitzgerald a petición de su jefe).

### Muerte

#### Momentos previos
La noche del 10 de septiembre de 2001, Marisa organizó una cena para seis comensales en el restaurante Windows on the World, en la planta 107 de la Torre Norte, con el fin de celebrar el cumpleaños de su madre. Durante la cena, en la cual hubo baile, Ester habló acerca de las vistas que se podían contemplar desde lo alto de la torre, a lo que Marisa respondió: «Mamá, te tengo en la cima del mundo». Tras finalizar la velada en torno a la 1:30 horas del 11 de septiembre y pagar la cuenta (en la que figuraban dos botellas de vino de $200), DiNardo esperó junto con su madre y su hermano la llegada de un coche que la llevase a casa. Harley, quien vio a Marisa triste y cansada (acababa de separarse de su esposo y tenía acumuladas muchas horas de trabajo), le sugirió tomarse el día libre, a lo que ella se negó argumentando que tenía que acudir a su oficina a las 8:30 horas para asistir a una reunión. Tras despedirse, Marisa esperó sola la llegada del vehículo que la llevaría a casa sentada en el sofá de un hotel próximo al World Trade Center. Harley estaba precupado por Marisa debido a que dos semanas antes su hermana lo había invitado a cenar a su casa y, entre lágrimas, le había dicho que iba a morir pronto debido a un sueño perturbador que había tenido.

#### Atentado
A las 8:46 horas el vuelo 11 de American Airlines se estrelló contra la Torre Norte. El impacto se produjo entre las plantas 93 y 99, destruyendo cualquier vía de escape y dejando atrapados a todos los ocupantes por encima de la planta 92. Herb Petry, amigo de Marisa (se había reencontrado con Harley y ella en una cafetería la semana anterior), trató de ponerse en contacto con DiNardo a través de un intercomunicador, preguntándole si estaba bien. Debido a que Marisa no podía comunicarse por línea telefónica, habló con Petry vía AIM:

Marisa: «Algo acaba de golpear nuestro edificio. Se está llenando de humo. Estoy teniendo problemas para respirar».

Herb: «¿Puedes ir a la cocina para ponerte algo en la cara?».

 Marisa: «Voy a intentar llamar a mi madre y correr».

Petry, quien en ese momento se encontraba en las oficinas de Goldman Sachs en Lower Manhattan, salió huyendo de las instalaciones en cuanto el vuelo 175 de United Airlines se estrelló contra la Torre Sur. Pese a que Marisa afirmó que iba a llamar a su madre, dicha llamada nunca llegó a efectuarse. Se sabe que DiNardo sí se puso en contacto con su esposo y que lo hizo tal vez debido a que este había sido electricista y podía ayudarla a encontrar una vía de escape puesto que conocía el diseño de los edificios de oficinas de Nueva York (Jeffrey únicamente declaró que su esposa lo llamó una sola vez tras el impacto del primer avión). Varios conocidos de Marisa especularon con la posibilidad de que se hubiese dirigido a la azotea; semanas antes de los ataques, durante una conversación con la esposa de Petry, Brenda, acerca del atentado de 1993, DiNardo aseguró: «Si algo volviera a pasar, iría al tejado». La madre de Stacey Peak, la mejor amiga de Marisa en Cantor Fitzgerald, afirmó que su hija, quien ignoraba que un avión se había estrellado contra la torre, le dijo por teléfono que estaban tratando de salir y tal vez ir al tejado. Por su parte, el contestador automático de la casa de Stephen L. Roach, ejecutivo de Cantor Fitzgerald que murió en el atentado, registró una grabación en la que se podía escuchar a varias de las víctimas gritando «intentemos por el tejado, intentemos por el tejado». Al menos 200 personas se dirigieron a la azotea, cuyo acceso estaba cerrado.
Se desconoce si Marisa y quienes estaban con ella murieron intoxicados por el humo o a causa del derrumbe, aunque se sabe que varias de las víctimas del World Trade Center (entre 37 y 50 en la Torre Norte) saltaron al vacío, no sobreviviendo ninguna de ellas. Nunca se recuperó ningún resto mortal de DiNardo, aunque aproximadamente seis meses después de los atentados se hizo entrega a la familia del bolso de Marisa, recuperado de entre los escombros. En su interior se encontraban varias tarjetas de crédito, una tarjeta Blockbuster, varias tarjetas de identificación, fotografías de Marisa y el recibo de la cuenta del Windows on the World, el cual ascendía a $729,44.

## Legado
El nombre de DiNardo figura, al igual que los de las demás víctimas, en el National September 11 Memorial & Museum, concretamente en el panel N-49. El bolso de Marisa y su contenido fueron donados por su madre al museo, donde se exhiben, entre otros, varios objetos personales recuperados de la zona cero.